# Rotes Kleingabelzahnmoos
Das Rote Kleingabelzahnmoos (Dicranella varia) ist ein kalkliebendes, allgemein verbreitetes Laubmoos. Der deutsche Trivialname leitet sich aus seiner Blatt- und Setenfärbung ab.

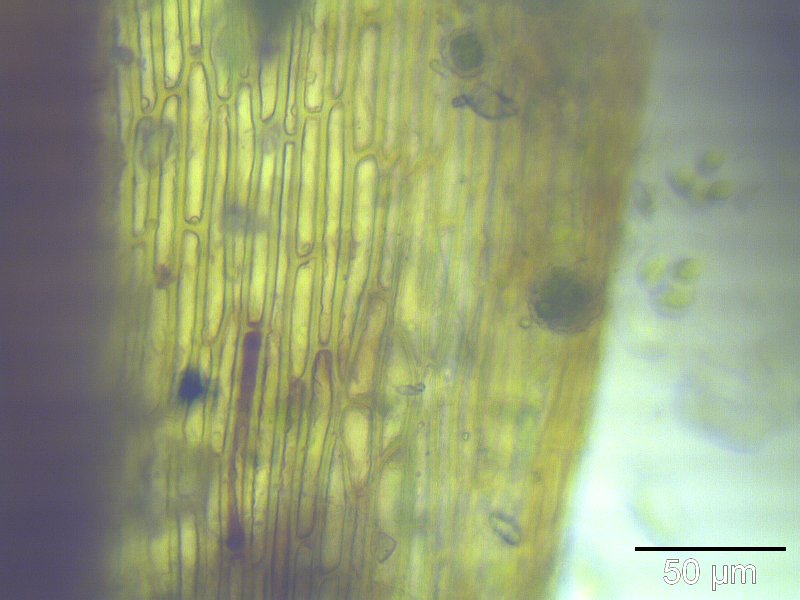
Laminazellen (Vergrößerung: 400-fach)

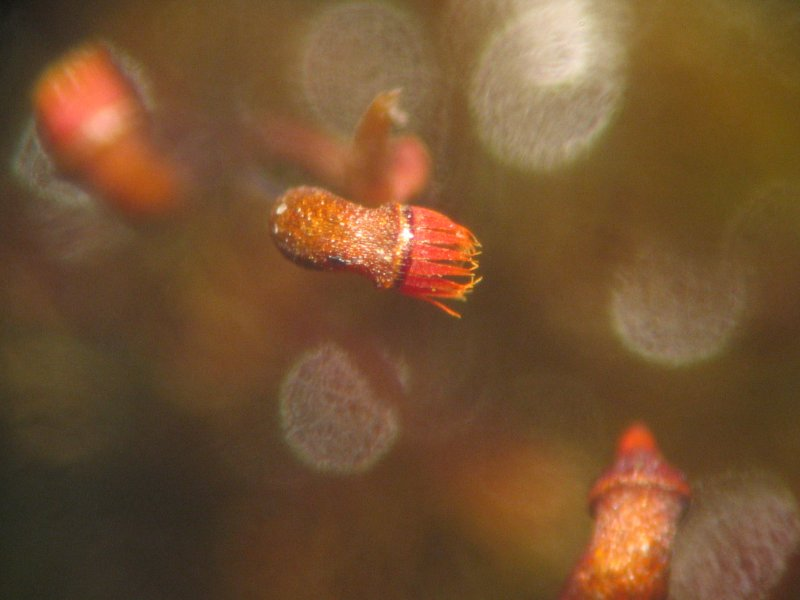
Sporogonenkapsel mit Peristomzähnen (Vergrößerung: etwa 25-fach)

## Merkmale
Das Laubmoos bildet bis 2 cm hohe, grünlich bis rot-bräunlich gefärbte Rasen, die mehr oder minder dicht sein können. Die Blätter von feuchten Pflänzchen sind feucht aufrecht abstehend. Die von trockenen Pflänzchen sind schwach verbogen. Die linealisch lanzettlich geformten, einseitswendigen Blätter weisen keinen scheidigen Blattgrund auf. Sie sind gleichmäßig verschmälert. Die Blattränder erscheinen zurückgeschlagen. Die Blattspitze ist häufig schwach gezähnelt und aus ihr tritt die Blattrippe kurz aus. Etwaige Blattflügelzellen sind undeutlich differenziert. Die zweihäusige diözische Art bildet eine charakteristisch rot gefärbte Seta aus, die eine geneigte bis gekrümmte Kapsel trägt. Sporogonenbildung findet im Herbst und im Frühjahr statt.

## Verbreitung und Standortansprüche
Das Moos besiedelt lichte, offenerdige, mehr oder minder feuchte und kalkhaltige Standorte. Es ist an den Rändern von Wegen, Gräben und Teichsäumen, in Tongruben und Torfausstichen zu finden. Verbreitet ist es nicht nur in Europa, sondern auch in Nordafrika, in Asien und in Nord- und Zentralamerika.